# Chronicles (miesięcznik)
Chronicles – amerykański, konserwatywny miesięcznik ukazujący się od 1976.
Jego wydawcą jest The Rockford Institute. Jego założycielami byli John A. Howard, właściciel instytutu oraz Leopold Tyrmand, polski pisarz i publicysta. Początkowo pismo ukazywało się w niewielkim nakładzie (ok. 2000 egz.) Po śmierci Tyrmanda w 1985 kierownictwo pisma przejął Thomas Fleming, zmienił wtedy nazwę na Chronicles: A Magazine of American Culture. Po przejściu Thomasa Fleminga na emeryturę w roku 2015 kierownictwo przejął Chilton Williamson.
Pismo na początku swojego istnienia sprzeciwiało się tzw. kulturze liberalnej, oraz amerykańskim ruchom kontrkulturowym i lewicowym. Było więc – mimo swej nazwie – publikacją polityczną. Obecnie reprezentuje skrajną formę konserwatyzmu, zwaną przez samych zwolenników paleokonserwatyzmem. W amerykańskich wyborach prezydenckich w latach 1992 i 1996 Chronicles popierały kandydaturę Patricka Buchanana.
Do znanych autorów publikujących w Chronicles należą: Wendell Berry, Walter B. Jones, Jr., Eugene McCarthy, Murray Rothbard, Kirkpatrick Sale, Jim Webb.